# Raffaele Angiulli
Raffaele Angiulli (Colle Sannita, 3 novembre 1865 – Napoli, 8 giugno 1928) è stato un avvocato e politico italiano.

## Biografia
Figlio di Vito, ricevitore, e di Giulia Tizzani, si laureò in Giurisprudenza; collaborò alla Rassegna critica internazionale di scienze e lettere ed esercitò la professione soprattutto nell'ambito del diritto marittimo e amministrativo. 
A Napoli, ove aveva fissato residenza, fu componente della locale Commissione delle Imposte dirette, presidente del terzo gruppo delle Opere Pie, capo della Croce Rossa, nonché consigliere della Società per il patronato degli emigranti nel porto di Napoli meritando la medaglia d'oro alla esposizione coloniale e commerciale di Genova.
Dopo essere stato eletto consigliere comunale di Napoli nel 1914, ne divenne Assessore alle Finanze e quindi Sindaco (20 novembre 1922-23 ottobre 1924) distinguendosi per importanti provvedimenti nel settore finanziario, scolastico, burocratico e dei pubblici servizi, 
Deputato nella XXIII Legislatura (1909), venne nominato Senatore nel 1924.